# Proteales
Proteales (Juss. ex Bercht. & J.Presl, 1820) è un ordine di piante appartenente al clade delle eudicotiledoni basali.
Fra i membri ben conosciuti delle Proteales vi sono la Protea del Sudafrica, le Banksia e la Macadamia dell'Australia, il Platanus × hispanica ed il sacro loto (Nelumbo nucifera).
L'origine degli ordini è chiaramente antica, con evidenza della diversificazione nella metà del Cretaceo, oltre 100 milioni di anni fa.

## Tassonomia

### Famiglie
Secondo la moderna classificazione APG IV sono attualmente incluse nell'ordine Proteales quattro diverse famiglie. 
La dicitura "nom. cons." (Nomen conservandum) indica un nome che deve essere preservato, pertanto quel certo nome scientifico gode di specifiche protezioni a livello nomenclaturale.
- Sabiaceae Blume (1851), nom. cons.
- Nelumbonaceae A.Rich. (1827), nom. cons.
- Platanaceae T.Lestib. (1826), nom. cons.
- Proteaceae Juss. (1789), nom. cons.

### Relazioni
Il sistema Cronquist, nel 1981, riconosceva questo ordine e lo collocava nella sottoclasse delle Rosidae, classe Magnoliopsida. Utilizzava la seguente classificazione:
- ordine Proteales

- famiglia Elaeagnaceae
- famiglia Proteaceae

Anche il sistema Engler, nel suo aggiornamento del 1964, riconosceva questo ordine e lo poneva nella sottoclasse delle Archichlamydeae, classe delle Dicotyledoneae. Utilizzava la seguente classificazione:
- ordine Proteales

- famiglia Proteaceae

Pure il sistema Wettstein, aggiornato per l'ultima volta nel 1935, riconosceva questo ordine e lo poneva tra le Monochlamydeae nella sottoclasse delle Choripetalae, classe delle Dicotyledoneae. Il sistema Dahlgren e il sistema Thorne (1992) riconoscevano questo ordine e lo collocarono nel superordine delle Proteanae, sottoclasse delle Magnoliidae.
Anche il sistema APG II, del 2003, riconosce questo ordine e lo posiziona fra le eudicotiledoni con la seguente classificazione:
- ordine Proteales

- famiglia 1 Nelumbonaceae
- famiglia 2 Proteaceae [+ famiglia Platanaceae]

con "+ ..." = famiglia opzionalmente separata (che può essere rimossa dalla famiglia precedente); la famiglia delle Platanaceae è accettata infine come famiglia a sé con la classificazione APG III del 2009.
La classificazione APG IV del 2016 inserisce la famiglia Sabiaceae, prima considerata potenzialmente parte di un ordine monospecifico a sé, all'interno di Proteales:

## Distribuzione e habitat
Di interesse è l'attuale distribuzione della famiglia, con le Proteaceae che sono principalmente una famiglia dell'emisfero australe, mentre le Platanaceae e le Nelumbonaceae dell'emisfero boreale.